# Elacatinus serranilla
Elacatinus serranilla är en fiskart som beskrevs av Randall och Lobel 2009. Elacatinus serranilla ingår i släktet Elacatinus och familjen smörbultsfiskar. Inga underarter finns listade i Catalogue of Life.